# 아라라트산
아라라트산(튀르키예어: Ağrı Dağı, 아르메니아어: Մասիս, Արարատ ― Massis, Ararat, 쿠르드어: Çiyayê Agirî, 페르시아어: کوه آرارات)은 튀르키예를 포함해 중동 지역에서 가장 높은 산이다. 이란, 아르메니아와 접경 지대에 위치한 아르메니아고원에서 돌출한 해발 5,137미터의 고산으로, 대(大)아르메니아 봉과 소(小)아르메니아 봉(3,896미터)이 있다. 1829년 프리드리히 파로트와 하차투르 아보비안이 처음으로 이 산의 정상에 올랐다고 알려져 있다.
창세기에서 노아의 방주가 대홍수 끝에 표류하다가 도착한 곳으로, 아라라트 산은 아르메니아인이 많이 거주하던 지역(대아르메니아)의 중심부에 있었기 때문에 아르메니아 민족의 상징적인 산이 되었다.

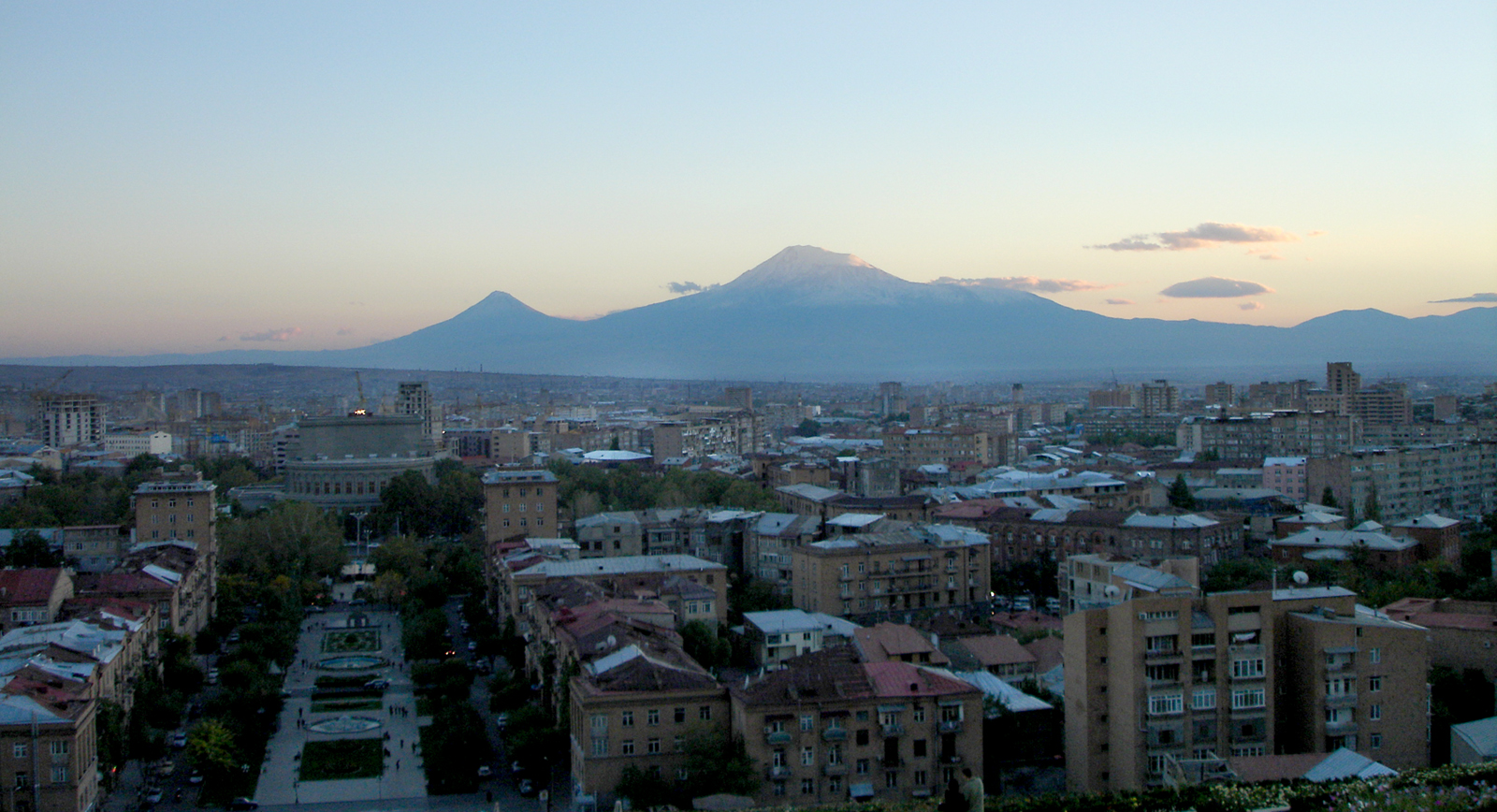
예레반에서 본 아라라트 산

## 같이 보기
- 옐브루스산

## 참고 문헌
- 이 문서에는 다음커뮤니케이션(현 카카오)에서 GFDL 또는 CC-SA 라이선스로 배포한 글로벌 세계대백과사전의 내용을 기초로 작성된 글이 포함되어 있습니다.